# Pogerola

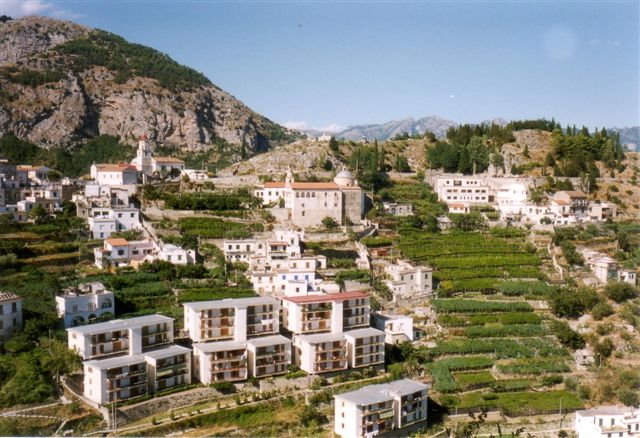
Pogerola

Pogerola ist eine Ortschaft an der Amalfiküste in der Region Kampanien, Provinz Salerno, Italien.

## Lage und Daten
Der Ort liegt in 305 Meter Höhe über NN oberhalb der Küstenstadt Amalfi auf einem Bergrücken, der sich über etwa einen Kilometer Länge ins Landesinnere erstreckt. Zentrum ist die Piazza vor der Kirche S. Maria delle Grazie. Verwaltungsmäßig gehört Pogerola zur Kommune von Amalfi. Die Patronin des Ortes ist die Heilige Marina, deren Fest am 17. Juli gefeiert wird.

## Geschichte

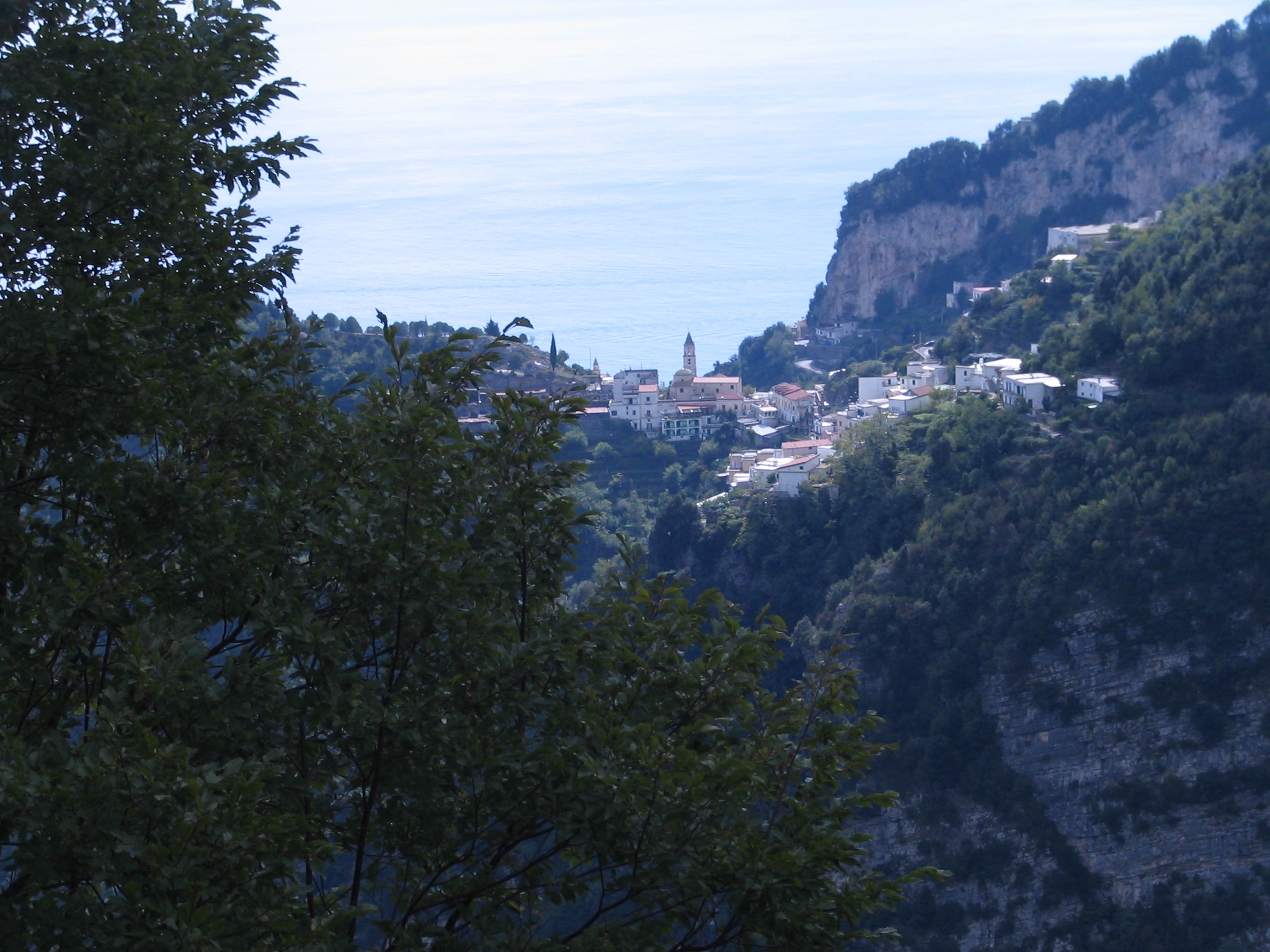
Pogerola von Osten gesehen

Wegen seiner erhöhten Lage oberhalb der mittelalterlichen Hafen- und Handelsstadt Amalfi ist Pogerola vermutlich als befestigte Bastion zum Schutz der Stadt entstanden, die über Handelsverbindungen bis weit ins östliche Mittelmeer hinein verfügte (Repubblica Marinara). Als castrum Bigellulae wird die Siedlung erstmals in einer Urkunde von 1201 erwähnt. Die Ruinen eines Turmes und Mauerreste weisen auf diesen Charakter eines befestigten Vorpostens hin. Aus dem späten Mittelalter stammen die Kirchen Madonna delle Grazie und Santa Marina. Bis in die Zeit um 1800 spielte in Pogerola das eisenverarbeitende Kleinhandwerk eine wichtige Rolle. Hier wurden die sogenannten chiodi pogerolesi („Pogerola-Nägel“) produziert, grobe Eisennägel, deren Basismaterial (lange, dünne Eisenstangen) aus dem im Mühltal von Amalfi gelegenen Eisenhammer nach Pogerola kam und hier in häuslichen Kleinbetrieben (Schmieden) weiterverarbeitet wurde. Daneben war die Landwirtschaft der wichtigste Erwerbszweig der Bevölkerung, vor allem seitdem zu Beginn des 19. Jahrhunderts der alte Eisenhammer im Mühltal aus Rentabilitätsgründen stillgelegt wurde. Durch eine in der zweiten Hälfte des 20. Jahrhunderts angelegte Straße kam der Ort in Verbindung mit der Küste und der Stadt Amalfi, die vorher nur auf Treppenwegen zu erreichen waren. Die Folgen für den Ort waren zwiespältig. Auf der einen Seite ermöglichte die schnellere Verkehrsverbindung größere Flexibilität für die Bewohner. Auf der anderen Seite wurde Pogerola in den 1950er Jahren Opfer von Bauspekulationen, durch die der ursprünglich dörfliche Charakter des Ortes mit Betonbauten verschandelt wurde. Etliche dieser in jener Zeit entstandenen Gebäude, darunter ein komplettes Krankenhaus, wurden nicht einmal in Betrieb genommen.

## Tourismus

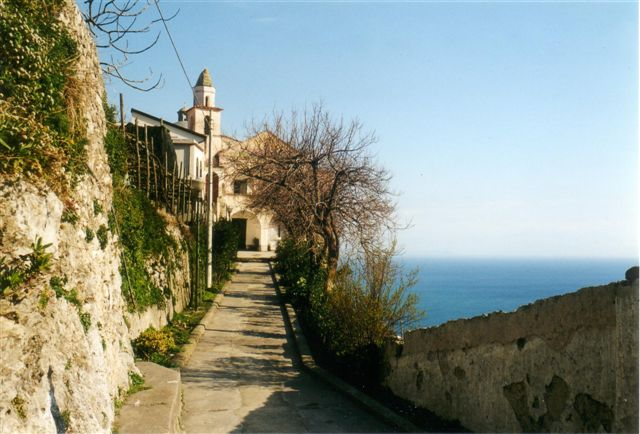
Weg in Pogerola (mit Blick auf die Kirche Santa Marina)

Pogerola hatte lange Zeit keinen stationären Tourismus, erst seit März 2014 ein Hotel. Aus einem etwa einen Kilometer talabwärts gelegenen Hotel kommen in den Sommermonaten regelmäßig Touristen zu Stippvisiten in das Dorf, wo es vier einfache Restaurants und zwei Bars gibt. Wanderwege führen von Pogerola über steile Treppen in das Mühltal von Amalfi und nach Amalfi selber (jeweils etwa eine Stunde).